# Ninrod Medina
Ninrod Edgardo Medina Torres (San Ignacio, Honduras; 26 de agosto de 1976) es un exfutbolista y entrenador hondureño. Jugaba como defensa. Actualmente dirige al Arsenal SAO de la Liga de Ascenso de Honduras.

## Trayectoria

### Como jugador
Comenzó su carrera con Motagua en 1993 y, tras siete años en la institución azul, consiguió cuatro títulos de Primera División. El 5 de julio de 2000, el Monterrey mexicano lo fichó a préstamo para el Torneo Invierno, aunque no llenó el ojo del entrenador Benito Floro, quien lo envió a la filial en la Primera División 'A', con la cual jugó 32 partidos. Volvió al Motagua en 2001 y, tras año y medio con buen suceso, pasó al Deportivo Saprissa costarricense el 10 de septiembre de 2002, equipo en el que compartió vestuario con Amado Guevara.
Al año siguiente, José Treviño lo solicitó como refuerzo para el Zacatepec de la segunda división mexicana. Se convirtió en pieza inamovible con Treviño al mando y, de igual forma, con Antonio Mohamed, quien, incluso, intentó llevarlo en 2004 al Monarcas Morelia para el Torneo Apertura.
Su paso a la Primera División de México llegaría seis meses después, pero como refuerzo del Atlante. Con los Potros de Hierro, comandados por José Guadalupe Cruz, efectuó su debut el 16 de enero de 2005, en el empate 1-1 contra el Guadalajara. Jugó su último partido el 1 de mayo en la derrota 2-3 ante el Necaxa. Fichó después por el Irapuato.
Concluyó su carrera en Honduras, vistiendo los colores del Vida, entre 2006 y 2007, y del Victoria, de 2007 a 2012, con el cual acumuló 121 partidos jugados.

### Como entrenador
Como director técnico dirigió en 2013 al Arsenal de Roatán de la Liga de Ascenso de Honduras. Posteriormente, entre 2014 y 2022, se desempeñó como asistente técnico de Diego Vázquez en el Motagua y, de 2022 a 2023, en la selección hondureña.

#### Motagua
El 2 de febrero de 2023, el Motagua lo oficializó como su entrenador por el resto del Torneo Clausura y la Liga de Campeones de la Concacaf. Debutó dos días después, el 4 de febrero, con una fatídica derrota 3-1 ante el acérrimo rival Olimpia, en el Estadio Olímpico Metropolitano. Consiguió su primera victoria en la siguiente fecha, el 11 de febrero, ante el Vida, al que venció 2-1 en el Estadio Carlos Miranda.
En la Liga de Campeones de la Concacaf debutó en la ida de los octavos de final el 9 de marzo de 2023, con un empate 0-0 ante el Pachuca, vigente campeón del fútbol mexicano, en el Estadio Olímpico Metropolitano. Una semana después, el 16 de marzo, avanzó a los cuartos de final luego que eliminó a los tuzos tras empatar 1-1 en el Estadio Hidalgo y favorecerse con el gol de visitante.
El 5 de septiembre de 2023, la directiva anunció su destitución tras una serie de resultados irregulares.

## Selección nacional
Ninrod Medina fue internacional con la Selección de fútbol de Honduras en 53 ocasiones y no anotó goles. Jugó la Copa América 2001 y tres Eliminatorias a la Copa del Mundo.

### Participaciones en Copa América
| Copa América      | Sede     | Resultado    |
| ----------------- | -------- | ------------ |
| Copa América 2001 | Colombia | Tercer lugar |

## Clubes

### Como jugador
| Club            | País       | Año       |
| --------------- | ---------- | --------- |
| F. C. Motagua   | Honduras   | 1993-2000 |
| C. F. Monterrey | México     | 2000      |
| F. C. Motagua   | Honduras   | 2001-2002 |
| D. Saprissa     | Costa Rica | 2002      |
| C. A. Zacatepec | México     | 2003-2004 |
| C. F. Atlante   | México     | 2004-2005 |
| C. D. Irapuato  | México     | 2005-2006 |
| C. D. S. Vida   | Honduras   | 2006-2007 |
| C. D. Victoria  | Honduras   | 2007-2012 |

### Como asistente técnico
| Club                  | País     | Año       |
| --------------------- | -------- | --------- |
| F. C. Motagua         | Honduras | 2014-2022 |
| Selección de Honduras | Honduras | 2022-2023 |

### Como entrenador
| Club              | País     | Año   |
| ----------------- | -------- | ----- |
| Arsenal de Roatán | Honduras | 2013  |
| F. C. Motagua     | Honduras | 2023  |
| Parrillas One     | Honduras | 2024  |
| Real Juventud     | Honduras | 2024. |
| Arsenal SAO       | 2024-Act |       |

## Estadísticas como entrenador
| Motagua Honduras | 1ª                  | 2022-23             | 16 | 5 | 7  | 4 | - | - | - | - | 4 | 0 | 2 | 2 | 20 | 5 | 9  | 6 | 40%    |
| Motagua Honduras | 1ª                  | 2023-24             | 6  | 1 | 4  | 1 | - | - | - | - | 4 | 3 | 0 | 1 | 10 | 4 | 4  | 2 | 53.33% |
| Motagua Honduras | Total en su carrera | Total en su carrera | 22 | 6 | 11 | 5 | 0 | 0 | 0 | 0 | 8 | 3 | 2 | 3 | 30 | 9 | 13 | 8 | 44.44% |
| 1.               |                     |                     |    |   |    |   |   |   |   |   |   |   |   |   |    |   |    |   |        |

## Palmarés

### Como jugador
| Título          | Club          | País     | Año  |
| --------------- | ------------- | -------- | ---- |
| Torneo Apertura | F. C. Motagua | Honduras | 1997 |
| Torneo Clausura | F. C. Motagua | Honduras | 1998 |
| Torneo Apertura | F. C. Motagua | Honduras | 1999 |
| Torneo Clausura | F. C. Motagua | Honduras | 2000 |